# Czesław Karkowski
Czesław Karkowski (ur. 23 lipca 1949 we Wrocławiu) – amerykańsko-polski filozof, dziennikarz, tłumacz.

## Życiorys
Studiował polonistykę na Uniwersytecie Wrocławskim. Doktoryzował się w dziedzinie filozofii na Uniwersytecie Adama Mickiewicza w Poznaniu. Wykładał filozofię na Uniwersytecie Wrocławskim. W 1982 wyjechał do Berlina Zachodniego, gdzie spędził dwa lata. W 1984 wyemigrował na stałe do Nowego Jorku. Tam pracował najpierw w redakcji Radia Wolna Europa, a potem został dyrektorem Instytutu Piłsudskiego oraz członkiem redakcji i redaktorem naczelnym „Nowego Dziennika”, największej gazety polonijnej w Nowym Jorku. Obecnie wykłada filozofię i socjologię w Hunter College w Nowym Jorku oraz w Mercy College w Debbs Ferry NY.

## Działalność polonijna
Karkowski angażuje się w pracę na rzecz nowojorskiej Polonii – wspiera instytucje takie jak: Fundacja Kościuszkowska, Polsko-Amerykańskie Towarzystwo Historyczne, Polski Instytut Sztuki i Nauki Józefa Piłsudskiego. Jego artykuły, recenzje i komentarze regularnie ukazują się w czołowych polskich gazetach Nowego Jorku, takich jak „Nowy Dziennik” i „Kurier Plus”, a także w polskojęzycznych magazynach „Kultura” i „Archiwum Emigracji”. Karkowski jest opiekunem wydziałowym Klubu Polskiego w Hunter College.

## Tłumaczenia
Jest czołowym tłumaczem twórczości Ezry Pounda na polski, a także autorem wielu publikacji naukowych, m.in. o Brunonie Schulzu, filozofii Kanta czy Iliadzie.

## Publikacje
teksty naukowe (monografie)
- Współczesne autorytaryzmy, „Dyskurs” nr 2/2005. Czasopismo politologiczne. (razem z W. Piątkowską-Stepaniak, 2007).
- Poprawność polityczna „Dyskurs” nr 3/2006. Czasopismo politologiczne. (razem z W. Piątkowska-Stepaniak, 2007).
- Medioświaty polityczne, „Dyskurs” nr 4/2006. Czasopismo politologiczne. (razem z W. Piątkowska-Stepaniak, 2007).
- Wiara w politykę, „Dyskurs” nr 5/2007. Czasopismo politologiczne. (razem z W. Piątkowska-Stepaniak, 2007).
- Perspektywy polskiej polityki zagranicznej, „Dyskurs” nr 6/2007. Czasopismo politologiczne. (razem z W. Piątkowska-Stepaniak, 2007).
- Dziennik jednego roku (2012).
- Ethics and the Family (2016).
- Iliada na nowo opowiedziana (2014).
- Iliada współczesna (2013).
- Kamienna drabina (2008).
- Kultura i krytyka inteligencji w twórczości Brunona Schulza (1979).
- Moje Metropolitan (2012).
- Na emigracji (2016).
- Narodziny estetyki: „Refleksje o poezji” Alexandra Baumgartena (2019).
- Obrazy, muzea i historia (2018).
- Szkice o literaturze amerykańskiej (2013).

powieści
- Drugi w sztuce (Wydawnictwo Adam Marszałek, 2006), ISBN 83-7441-272-0.

tłumaczenia literackie
- Konsekwencje pragmatyzmu. Eseje z lat 1972–1980 Richarda Rorty’ego (1998).
- Neokantyzm (1984).
- Przymusowe pożegnanie. Spojrzenie amerykańskiego dziennikarza w głąb sowieckiego życia Andrew Nagorskiego (1986).

artykuły
- Gra literacka Joanny Clark, „Nowy Dziennik”.
- Nauczyciel las, „Nowy Dziennik”.
- Andrzej Jasiński – profesjonalista w każdym calu, „Nowy Dziennik”.
- Artur Szyk: sztuka w służbie idei, „Nowy Dziennik”.
- Artysta trzech kultur, „Nowy Dziennik”.
- Człowiek wszelkich cnót, „Nowy Dziennik”.
- Dwa i pół miesiąca na krześle, „Nowy Dziennik”.
- Idea misji Jana Pawła II, „Nowy Dziennik”.
- Jubileusz radia 910, „Nowy Dziennik”.
- LOT szykuje nowości, „Nowy Dziennik”.
- Metropolia zaprasza: Wystawy, „Nowy Dziennik”.
- Następnym będzie łatwiej, „Nowy Dziennik”.
- Nowojorska kronika kulturalna (sztuka), „Nowy Dziennik”.
- Nowojorska kronika plastyczna, „Nowy Dziennik”.
- Polonijny biznes, polska gospodarka, „Nowy Dziennik”.
- Świadectwo żywotności filozofii, „Nowy Dziennik”.
- W oczekiwaniu na nowości, „Nowy Dziennik”.
- Wrzesień 1939 roku w relacjach i komentarzach New York Timesa, „Nowy Dziennik”.